# Гридли (град, Калифорния)
Гридли (на английски: Gridley) е град в окръг Бют, щата Калифорния, САЩ. Гридли е с население от 6608 жители (по приблизителна оценка от 2017 г.) и обща площ от 4,1 km². Намира се на 29 m надморска височина. ЗИП кодовете му са 95948, а телефонният му код е 530.